# ريتشارد مور (لاعب دوري الرغبي)
ريتشارد مور (بالإنجليزية: Richard Moore)‏ هو لاعب دوري الرغبي بريطاني، ولد في 2 فبراير 1981 في كيثلي ‏ في المملكة المتحدة.